# Castilla y León Televisión
Castilla y León Televisión (CyLTV), cuya razón social es Radio Televisión de Castilla y León, S. A., es una empresa privada adjudicataria de la única licencia de emisión de la TDT de ámbito autonómico en Castilla y León, propiedad de Promecal y Edigrup Media.
El ente dispone de dos canales de televisión: La 7, con una programación común para toda la comunidad autónoma las 24 horas del día, y La 8, canal con desconexiones territoriales, especializado en cada provincia. 
Su funcionamiento comenzó el 23 de enero de 2009. Debido a su carácter privado, no pertenece a la FORTA. Como única televisión regional de Castilla y León, está obligada por ley a emitir contenidos y eventos de servicio público e interés regional que no tengan cabida en las cadenas de televisión nacionales, recibiendo por ello una subvención del gobierno autonómico que debe ser aprobada en cada ejercicio por una comisión de las Cortes de Castilla y León que fija unos objetivos y contenidos a producir. Esta “Comisión de seguimiento de la TDT en Castilla y León” evalúa anualmente el correcto cumplimiento de los objetivos exigidos a RTVCyL.
El ente ha establecido sus principales centros de trabajo en Valladolid, donde cuenta con dos sedes principales, una de ella destinada a los servicios informativos y otra al área de producción propia.
Dispone además de diez centros de producción territorial en las nueve capitales de provincia de la comunidad autónoma —Ávila, Burgos, León, Palencia, Salamanca, Segovia, Soria, Valladolid y Zamora—, en la comarca de El Bierzo y de una delegación en Madrid.

## Historia

### Antecedentes
La historia de la televisión en Castilla y León es una de las más antiguas e interesantes de todo el país. Las primeras experiencias de televisiones locales tienen que ver con los intentos de establecer redes de cable en distintas ciudades de la región. A principios de los noventa, algunas de esas redes se integraron en una sola sociedad para presentarse al concurso del cable, que ganarían con el nombre de Retecal, integrada después en la compañía nacional ONO. Cuando a finales de los noventa se produce la explosión de emisoras de televisión local de difusión terrestre, se produce la separación de las sociedades de telecomunicaciones y de televisión local, quedando esta última en manos de una sociedad vinculada al grupo constructor leonés Begar y operando como Televisión Castilla y León. De hecho, se trata de un grupo de televisiones locales que comparten la mayor parte de las horas de emisión, generando la impresión de ser una verdadera televisión regional.
En ese mismo periodo, el grupo industrial burgalés vinculado a Antonio Miguel Méndez Pozo pone en marcha Antena 3 Castilla y León, con delegaciones en las capitales de provincia de la región y, aprovechando la infraestructura, abre emisoras de televisión terrestre y las agrupa bajo la marca Canal 4 Castilla y León.

### Creación de RTVCyL
El anuncio en noviembre de 2008 por parte de la Junta de Castilla y León del concurso para la explotación de dos canales de TDT de ámbito autonómico en Castilla y León propicia la presentación de una oferta conjunta por parte de Canal 4 Castilla y León y Televisión Castilla y León, las dos televisiones privadas de ámbito autonómico existentes hasta entonces en Castilla y León. Dicha oferta se plasmó bajo el paraguas de una nueva sociedad, Radio Televisión de Castilla y León, S.A, quedando cada empresa con el 50% de la propiedad y resultando ganadora del concurso, tal y como se anunciaba el 23 de enero de 2009. Las emisiones de Castilla y León Televisión arrancaron el 9 de marzo de 2009 después de un periodo de transición iniciado el 2 de febrero que contempló reajustes en la programación y la creación de un logotipo “conjunto” con las imágenes corporativas de ambas empresas integradas.
En la madrugada del 9 de marzo de 2009 se produjo el cambio definitivo: dependiendo de cada provincia, la señal de Televisión Castilla y León y de Canal 4 Castilla y León pasaba a albergar la de los nuevos canales de Castilla y León Televisión: CyL7 -La Siete de CyLTV- y CyL 8 -La Ocho de CyLTV-.
El periodista Óscar Campillo Madrigal fue el primer director general de Radio Televisión de Castilla y León, hasta que fue nombrado director del diario Marca en marzo de 2011.
El 13 de abril de 2011, Eduardo Álvarez fue designado nuevo director general. Álvarez hasta ese momento había sido director de informativos de la cadena y anteriormente delegado de Antena 3 Castilla y León en las provincias de Salamanca y Zamora.
Jorge Losada Montero fue nombrado director general en noviembre de 2019, cargo que ostenta en la actualidad.

### Historia reciente

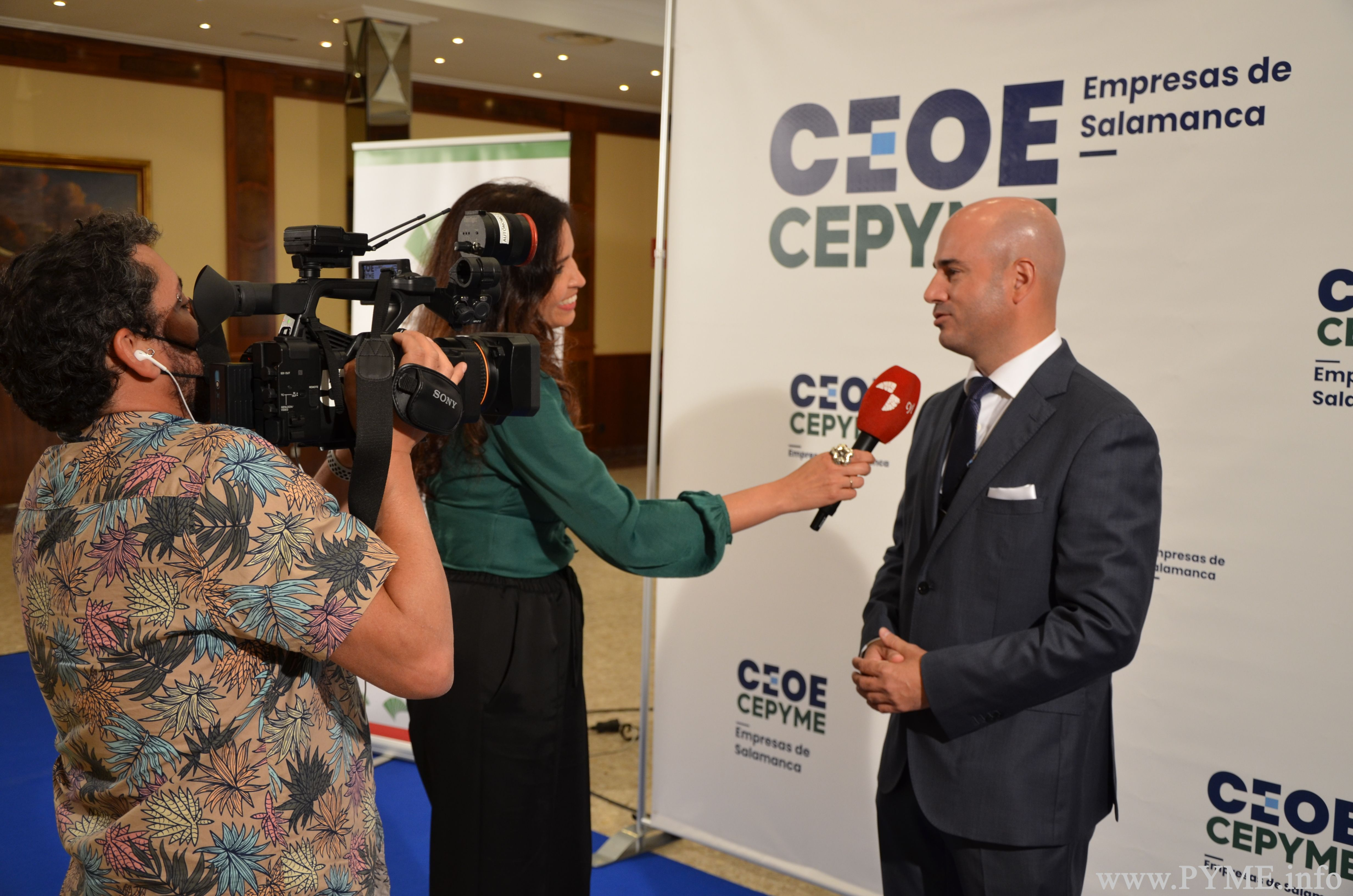
Trabajadores realizando una entrevista en una entrega de premios en Salamanca, en 2022

En 2011, la empresa pasó por uno de los momentos más delicado desde su creación, cuando la Agencia Tributaria realizó un cambio de criterio en cuanto al pago de los impuestos indirectos y le reclamó 10,7 millones de euros correspondientes al IVA de los contratos-programa firmados con la Junta para la financiación de parte de la programación de sus canales, de 20 millones de euros (2009), 25 millones (2010) y 25 millones (2011). RTVCyL se vio obligada a despedir a 37 de sus trabajadores para hacer frente al pago de la deuda, y el conjunto de su programación se resintió sensiblemente. En diciembre de 2012 la empresa anuncia un nuevo ERE que afectaría a 17 de sus empleados.
A pesar de la merma en su fuente principal de financiación, la cadena ha luchado desde entonces por mantener una programación estable y variada que respondiera a los criterios marcados desde las Cortes de Castilla y León, cuya comisión de seguimiento ha venido aprobando anualmente la gestión del ente desde entonces.

### Servicio público durante el estado de alarma
De especial relevancia ha sido el trabajo de los profesionales de RTVCyL durante la pandemia a partir del estado de alarma decretado en España el 14 de marzo de 2020. Los dos canales de CyLTV procedieron de inmediato a ofrecer una programación alternativa de servicio público que incluía horas de formación matinal para los alumnos de primaria y secundaria, así como la retransmisión en directo y simulcast de todas las comparecencias tanto de los responsables sanitarios nacionales como autonómicos. La información relativa a las competencias sanitarias en Castilla y León se ofrecía prioritariamente por La 7 mientras que los avisos, pautas de acción y consejos de cercanía a nivel provincial y local se distribuían a través de los canales de La 8. De esta manera, la práctica totalidad de la población de Castilla y León dispuso de información actualizada a tiempo real.

### Nueva etapa y nuevos soportes
En octubre de 2024 Castilla y León Televisión inauguró su plataforma OTT CyLTVplay. Este lanzamiento fue la gran sorpresa de la gala de presentación de la temporada 2024-2025. Con esta apuesta, el ente pretende renovar su oferta digital “A la Carta” para responder a los nuevos hábitos y tendencias de consumo de los espectadores.
CyLTVplay ofrece acceso a una selección de más de quinientos contenidos agrupados en bloques temáticos, los últimos programas producidos en las cadenas de CyLTV, así como documentales y reportajes exclusivos.
CyLTVplay facilita acceso a una selección del archivo audiovisual de los últimos 15 años de CyLTV, convirtiéndose así en el mayor repositorio de contenidos audiovisuales de Castilla y León.
La plataforma ofrece también hasta 12 canales de directo simultáneos en streaming. Desde CyLTVplay se puede acceder a la señal en directo de La 7, a los diez canales de La 8, así como a un canal reservado para eventos especiales.
CyLTVplay está disponible para dispositivos iOs y Android, así como para los principales modelos de Smart TV. También se puede acceder a la versión web responsive a través de CyLTVplay.es.
Actualmente el acceso a CyLTVplay es gratuito y sin registro 

## Actividades

### Televisión
Desde su lanzamiento, CyLTV emite a través de dos canales, tal y como disponía el pliego de condiciones del concurso público para la explotación de la televisión digital terrestre de ámbito autonómico publicado por la Junta de Castilla y León.
| Logo | Canal                   | Inicio de transmisiones | Formato de imagen |
| ---- | ----------------------- | ----------------------- | ----------------- |
|      | La 7 Canal generalista. | 9 de marzo de 2009      | HD                |
|      | La 8 Canal generalista. | 9 de marzo de 2009      | HD                |

- La 7: Su programación es similar para toda la Comunidad las 24 horas del día. Basa su programación en una fuerte apuesta por la actualidad informativa, en magacines de entretenimiento de producción propia, formatos estrella de producción ajena y cine.

- La 8: Es el canal que ofrece desconexiones territoriales en cada una de las provincias de la Comunidad, en las franjas de mayor audiencia de tarde y de noche. Los informativos y los programas de carácter local y provincial se generan en cada uno de los diez centros de producción con los que cuenta la cadena autonómica en Castilla y León.

### Radio
Actualmente RTVCyL no realiza producción radiofónica. A través de la frecuencia de TDT la cadena transporta dos señales de radio:
- CyL Radio 1: donde se escucha esRadio Castilla y León, emisora perteneciente al Grupo Edigrup media.
- CyL Radio 2: donde se escucha Vive! Radio, perteneciente a Promecal.

### Accionistas
- Grupo de Comunicación Promecal S.L. (Promecal), 50%.
- Edigrup Media S.L. (Edigrup Media), 50%.